# Linda Angounou
Linda Christelle Angounou Ngouayaka (23 settembre 1992) è un'ostacolista e velocista camerunese.

## Record nazionali
Seniores
- 400 metri ostacoli: 55"09 ( Parigi, 5 agosto 2024)

## Progressione

### 400 metri piani
| Stagione | Misura | Luogo            | Data      | Rank. Mond. |
| -------- | ------ | ---------------- | --------- | ----------- |
| 2024     | 55"09  | Parigi           | 5-8-2024  |             |
| 2023     | 55"94  | Troyes           | 1-7-2023  |             |
| 2022     | 57"68  | Tours            | 22-5-2022 |             |
| 2021     | 58"32  | Nogent-sur-Marne | 27-6-2021 |             |

## Palmarès
| Anno | Manifestazione           | Sede         | Evento        | Risultato   | Prestazione | Note                  |
| ---- | ------------------------ | ------------ | ------------- | ----------- | ----------- | --------------------- |
| 2018 | Campionati africani      | Asaba        | 400 m piani   | Batteria    | 55"00       |                       |
| 2019 | Giochi panafricani       | Rabat        | 400 m hs      | Batteria    | 55"62       |                       |
| 2022 | Campionati africani      | Saint-Pierre | 400 m hs      | 4ª          | 58.97       | [ 1 ]                 |
| 2022 | Giochi del Commonwealth  | Glasgow      | 200 m piani   | Semifinale  | 24.32       | [ 2 ]                 |
| 2022 | Giochi del Commonwealth  | Glasgow      | 400 m hs      | Batteria    | 58"50       | [ 3 ]                 |
| 2023 | Giochi della Francofonia | Kinshasa     | 400 m hs      | Argento     | 56"68       | [ 4 ]                 |
| 2023 | Giochi della Francofonia | Kinshasa     | 4x100 m       | Oro         | 44"78       | [ 4 ]                 |
| 2023 | Giochi della Francofonia | Kinshasa     | 400 m hs      | Argento     | 3'40"84     | [ 4 ]                 |
| 2024 | Giochi panafricani       | Accra        | 400 m hs      | Bronzo      | 56"41       | [ 5 ]                 |
| 2024 | Campionati africani      | Douala       | 400 m hs      | Bronzo      | 56"48       |                       |
| 2024 | Campionati africani      | Douala       | 4x400 m mista | 7ª          | 3'30"95     | Record dei campionati |
| 2024 | Giochi olimpici          | Parigi       | 400 m hs      | Ripescaggio | 55"09       | [ 6 ]                 |

## Altre competizioni internazionali
2022
- Squalificata in batteria ai Giochi della solidarietà islamica ( Konya), 200 m piani - dq
- Bronzo ai Giochi della solidarietà islamica ( Konya), 400 m ostacoli - 57"92
- 4ª ai Giochi della solidarietà islamica ( Konya), staffetta 4x400 m mista - 3'28"72